# The Clockwork Fable
The Clockwork Fable ist das sechste reguläre Studioalbum der englischen Progressive-Rock-Band Gandalf’s Fist, das am 1. Mai 2016 veröffentlicht wurde. Bestehend aus drei CDs, erzählt das Konzeptalbum die Geschichte im Stile einer Rockoper unter Zuhilfenahme von gesprochenen Dialogen zwischen den einzelnen Liedern, die von professionellen Schauspielern aufgenommen wurden. Jede CD des Albums fungiert dabei als jeweils ein Akt eines traditionellen Dramas.

## Kritik
Geoff Barton schreibt im Classic Rock Magazine: "a conceptual tour de force, it reduces Rick Wakeman's The Myths and Legends of King Arthur and the Knights of the Round Table to the level of a Chas & Dave Cockney knees-up." (Deutsch: "Eine konzeptionelle Tour de Force. Es reduziert Rick Wakemans 'The Myths...' zu einem Chas & Dave Kneipenkonzert.") In dieser Albumkritik in Ausgabe 224 erteilt er dem Album 9/10 Punkte.
Steve Pilkington schreibt im Prog Magazine: "[...] Imagine The War Of The Worlds if it had been tackled by Ayreon rather than Jeff Wayne and you’re halfway there. Indeed, Arjen Lucassen’s just one of the guests here, along with Blaze Bayley (Iron Maiden), and prog-savvy actors Mark Benton and Zach ‘Gremlins’ Galligan. [...] this is a career-defining, magical epic." (Deutsch: "[...] Man stelle sich vor, "The War Of The World" wurde statt von Jeff Wayne von Ayreon in Angriff genommen, dann kommt es in etwa hin. Tatsächlich ist Arjen Lucassen einer der Gastmusiker, zusammen mit Blaze Bayley (Iron Maiden) und den prog-versierten Schauspielern Mark Benton und Zach 'Gremlins' Galligan. [...] Dies ist ein karriere-prägendes, magisches, episches Werk.")
Das Fireworks Magazine schreibt "[...] lengthy progressive epics [...] nothing short of stunning. [...] If you love 70s prog with an eye for Jethro Tull, Genesis and the Pop leanings of Greg Lake, the 80s update the likes of IQ, Galahad or Twelfth Night provided, or even the more pointed stabs of Porcupine Tree, you’ll find them all here. As you will a slice of Prog Metal technicality and hefty helping of intrinsically British NWOBHM fret fury – and obviously the storytelling of War Of The Worlds. [...] an album that genuinely deserves to be given the accolade of current and future classic. Conceptual, progressive rock, genuinely doesn't get better than this." (Deutsch: "[...] lange progressive Epen [...] nichts weniger als atemberaubend [...] Wer 70er Jahre-Prog im Stil von Jethro Tull und Genesis mit den Pop-Anleihen von Greg Lake liebt und auch die 80er Neuauflage von Bands wie IQ, Galahad oder Twelfth Night mag, der findet all das hier. Und ebenso eine Scheibe Prog Metal unter kräftiger Zuhilfenahme von wahrhaftiger britischer NWOBHM-Gitarrenhals-Flitzerei - sowie selbstverständlich die Erzählkunst aus "War Of The Worlds". [...] ein Album, das es wirklich verdient, als zeitgenössischer und zukünftiger Klassiker ausgezeichnet zu werden. Konzeptioneller, progressiver Rock, wie man ihn wirklich nicht mehr besser machen kann.")

## Titelliste
Alle Songs geschrieben und komponiert von Dean Marsh, sofern nicht anders angegeben. Alle Lead Vocals von Dean Marsh, sofern nicht anders angegeben.
| Nr.          | Titel                                                     | Autor(en)    | Lead-Gesang    | Länge |
| ------------ | --------------------------------------------------------- | ------------ | -------------- | ----- |
| 1.           | The Traveller and the Lighter                             |              |                | 4:13  |
| 2.           | Shadowborn                                                |              | Hollick        | 6:51  |
| 3.           | The unminable zone                                        |              |                | 2:32  |
| 4.           | The Lamplighter (Parts I-VIII)                            |              | Marsh, Hollick | 15:58 |
| 5.           | In the Cavern of the Great Cog                            |              |                | 3:52  |
| 6.           | The Great Cog                                             | Marsh, Hepe  |                | 5:15  |
| 7.           | The Shadow rises...                                       |              |                | 5:52  |
| 8.           | The Capture (Including the Song for a Fallen Nightkeeper) |              | Severn, Marsh  | 6:51  |
| 9.           | Waiting for Exile                                         |              |                | 7:05  |
| 10.          | Eve's Song                                                |              | Hollick        | 8:27  |
| Gesamtlänge: | Gesamtlänge:                                              | Gesamtlänge: | Gesamtlänge:   | 67:00 |

| Nr.          | Titel                                           | Autor(en)           | Lead-Gesang               | Länge |
| ------------ | ----------------------------------------------- | ------------------- | ------------------------- | ----- |
| 1.           | A Sermon for Shadowmas                          |                     |                           | 7:18  |
| 2.           | Victims of the Light                            |                     | Oberlé, Marsh             | 7:31  |
| 3.           | Old Friends, new Enemies                        |                     |                           | 7:18  |
| 4.           | Ditchwater Daisies                              |                     | Marsh, Hollick            | 5:32  |
| 5.           | De-ranged                                       |                     |                           | 3:54  |
| 6.           | The Lamplighter (Parts IX-XIII)                 | Marsh, Hepe, Severn | Lucassen, Hollick, Severn | 6:59  |
| 7.           | In the Name of the Spy                          |                     |                           | 8:16  |
| 8.           | The Bewildering Conscience of a Clockwork Child |                     |                           | 15:45 |
| 9.           | Escape!                                         |                     |                           | 8:45  |
| 10.          | A Solemn Toast for the Steam Ranger Reborn      |                     | Marsh, Oberlé             | 8:45  |
| Gesamtlänge: | Gesamtlänge:                                    | Gesamtlänge:        | Gesamtlänge:              | 71:14 |

| Nr.          | Titel                          | Lead-Gesang       | Länge |
| ------------ | ------------------------------ | ----------------- | ----- |
| 1.           | The oldest Flame               |                   | 7:18  |
| 2.           | The Lamplighter (Parts XIV-XV) |                   | 7:31  |
| 3.           | Flight for the Surface         |                   | 7:18  |
| 4.           | The Climb                      | Marsh, Hollick    | 5:32  |
| 5.           | At the Summit                  |                   | 3:54  |
| 6.           | Fight for the Light            | Marsh, Dying Seed | 6:59  |
| 7.           | Quest for Power                |                   | 8:16  |
| 8.           | At the Sign of the Aperture    | Bayley            | 15:45 |
| 9.           | A Machine serves his purpose   |                   | 8:45  |
| 10.          | The Clockwork Fable            |                   | 8:45  |
| 11.          | Escape from Cogtopolis         |                   | 8:45  |
| 12.          | Through the Lens               | Hollick           | 8:45  |
| 13.          | Epilogue - Oh Bugger!          |                   | 8:45  |
| Gesamtlänge: | Gesamtlänge:                   | Gesamtlänge:      | 71:14 |

## Besetzung
- Dean Marsh – 6- und 12-saitige E-Gitarre, Mandoline, Oktav-Mandola, Keyboard, Lead- und Hintergrundgesang
- Luke Severn – Lead- und Hintergrundgesang
- Stefan Hepe – Schlagzeug, Percussion
- Christopher Ewen – Bass

Gastmusiker
- Melissa Hollick – Lead- und Hintergrundgesang
- Dave Oberlé – Lead- und Hintergrundgesang, Bodhran und Tan-Tan
- Arjen Lucassen – Leadgesang
- Blaze Bayley – Leadgesang
- Matt Stevens – 6- und 12-saitige E-Gitarre

Sprecher
- Mark Benton
- Zach Galligan
- Paul Kavanagh
- Bill Fellows
- Tim Munro
- Paul Barnhill